# 纳沙泰尔市政厅
纳沙泰尔市政厅（Hôtel de ville de Neuchâtel）是一座公共建筑、地方立法和行政当局的所在地，位于瑞士纳沙泰尔市中心市政厅街2号。它建于1784-1790年，由法国建筑师皮埃尔·阿德里安·帕里斯设计，采用新古典主义建筑风格。

## 历史
第一座市政厅建于15世纪中期，在1579年被洪水摧毁后重建。18世纪末新市政厅建成后，这座旧市政改为附属公共服务，最终于1860年被拆除。
新市政厅的资金来自银行家大卫·德普里的遗产。他在里斯本发了财，决定用遗产来支持和美化家乡。市政当局选择在旧医院所在地建造新市政厅，这里地处新旧城区的边缘，标志城市发展的一个重要阶段的开始。1784年1月12日，市议会接受了路易十四的建筑师皮埃尔·阿德里安·帕里斯的设计，同年7月3日奠基。1790年新市政厅建成。  

1905年以来，纳沙泰尔市政厅列入瑞士国家和区域重要文化财产名录。其建筑和内部质量，以及雄伟的规模，使它成为该市最重要的建筑之一。这是瑞士最早的新古典主义建筑之一，借鉴了希腊和罗马的古典建筑。